# 甲斐路
甲斐路（かいじ）は、律令制下における古代官道。東海道の支路で、東海道から分岐し富士北麓を経て御坂峠を越えて甲府盆地に入り、甲斐国府に至る。別称は御坂路（みさか-）。

## 古代の甲斐路と道筋・宿駅

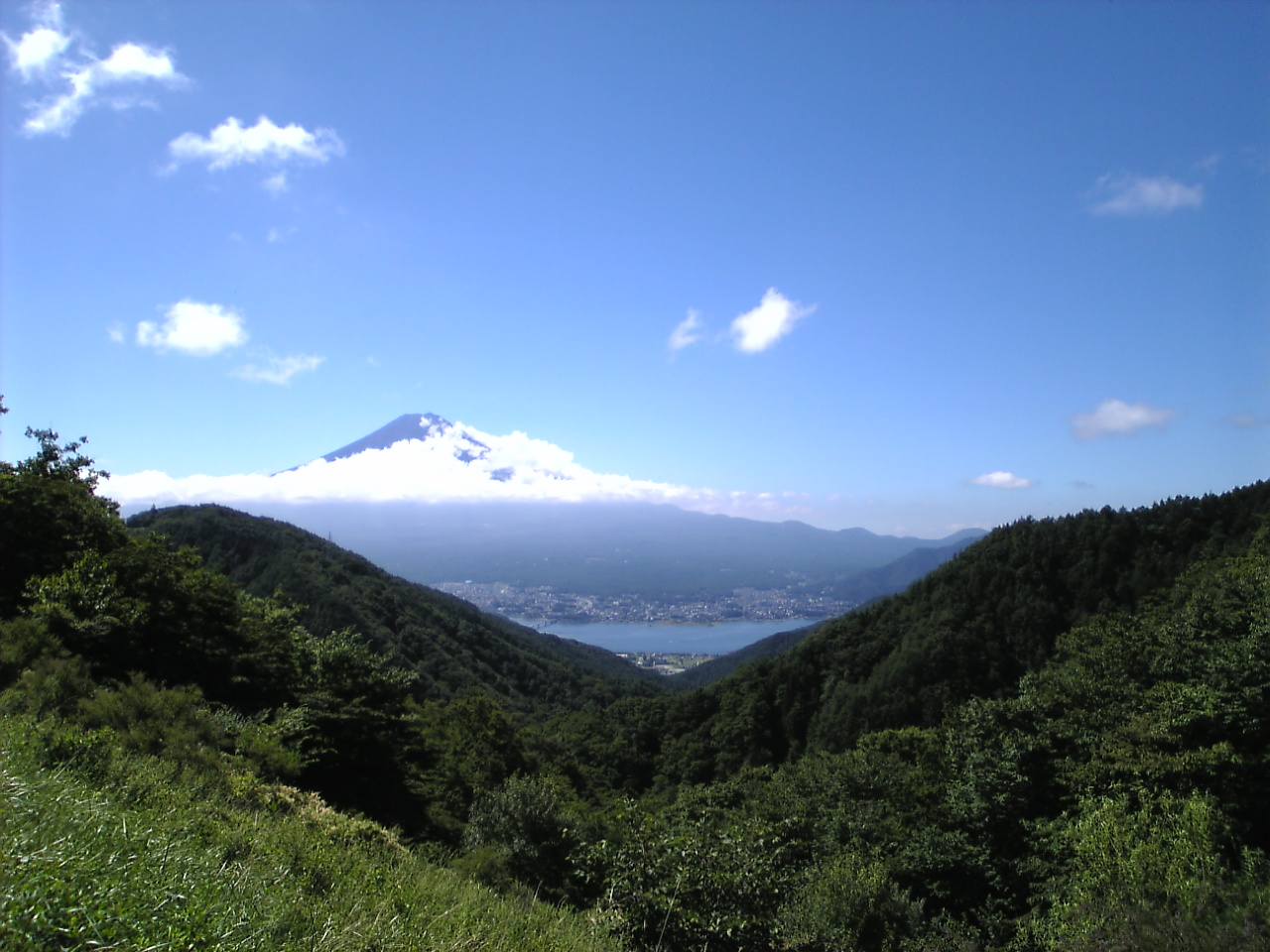
御坂峠から望む河口湖と富士山

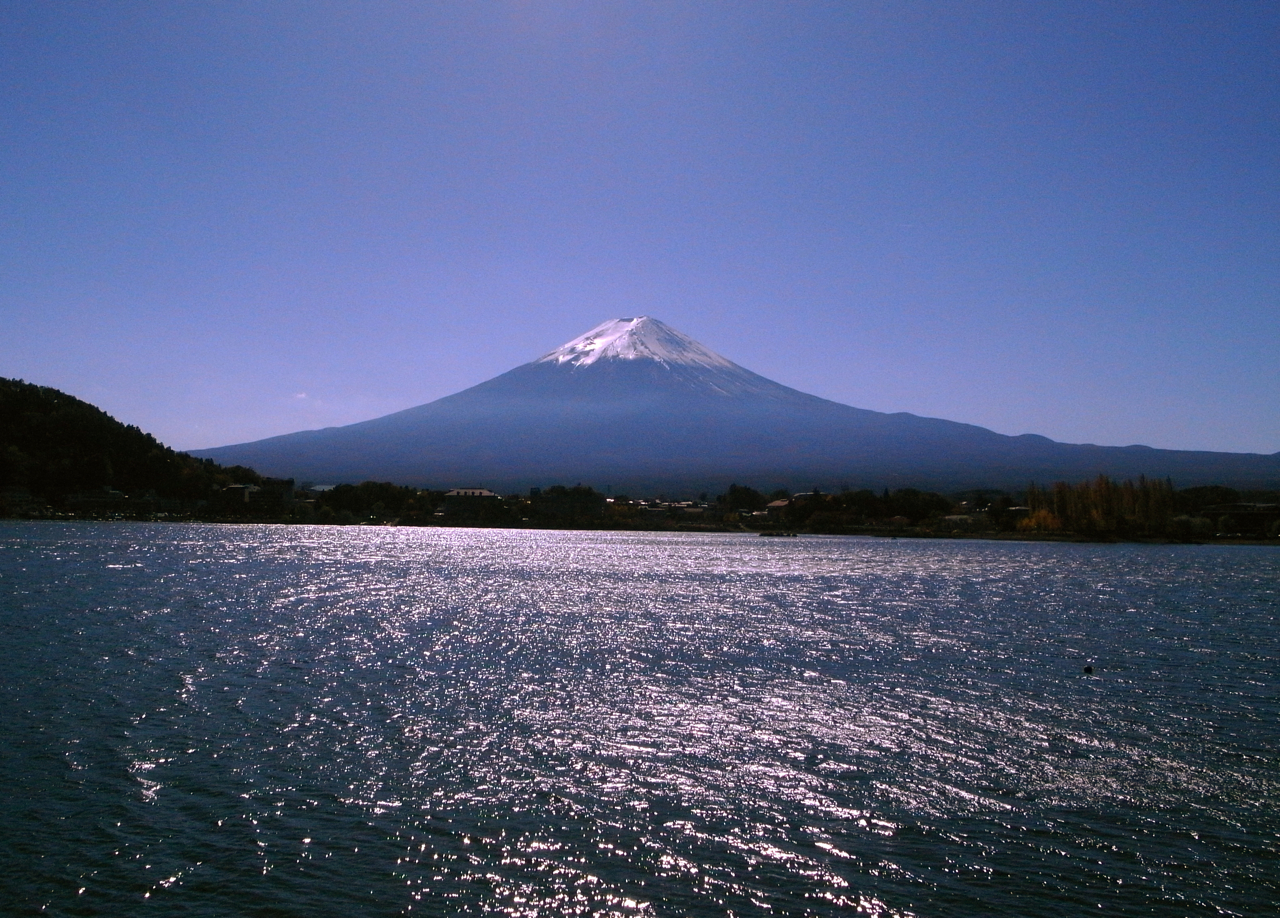
河口湖

『延喜式』兵部省諸国駅伝馬条によれば、甲斐国と都をつなぐ官道を「甲斐路」と呼称している。
両側の一端は東海道は駿河国横走駅であり、横走駅で東海道から分岐した甲斐路は籠坂峠（かごさかとうげ、静岡県小山町・山梨県南都留郡山中湖村）を越えて甲斐国へ入る。その後、忍野村と富士吉田市の境界である鳥居地峠を経て、河口駅、御坂峠を越え、水市駅を通り、甲斐国府へと到達すると推測されている。さらに甲斐国府へ至る。
横走駅は静岡県御殿場市付近もしくは、横山遺跡の所在する静岡県駿東郡小山町に所在していたと考えられている。甲斐国府は前期と後期で移転されており、前期国府が山梨県笛吹市春日居町、後期国府が笛吹市御坂町に所在していたと考えられている。甲斐路は甲斐国内に加吉(かき)駅、河口駅、水市駅（みずいちのえき）の三駅が設置されており、甲斐路は小路であるため、各駅に五疋ずつの駅場が置かれていたという。
『延喜式』では駅名の記載は一般的に中央から順路に沿って記載されているが、甲斐国の場合は国府を基準にして国府寄りに記載されたか、もしくは郡名記載順に記されたと考えられている。『甲斐国志』では水市駅が甲斐国府に最も近く、所在地を現在の笛吹市一宮町市之蔵付近としている。一方、笛吹市一宮町市之蔵一帯には遺称とされる地名や遺跡が分布しないことも指摘され、磯貝正義は駅路や馬に関係する地名の分布から現在の笛吹市御坂町上黒駒一帯に推定している。また、水市駅の所在地については笛吹市石和町平井、笛吹市八代町奈良原に比定する説もあり、さらに『延喜式』の駅名の記載順は逆で、山中湖に所在した駅が水市駅とする説もある。
『吾妻鏡』では籠坂峠は「加古坂」と表記されるため、加吉駅の「加吉」は「加古」の誤記であると考えられている。磯貝正義は加吉駅の所在地を南都留郡山中湖村山中付近に推定しているが、これは史料的根拠はなく平安時代の八陵鏡などの出土によって推定されているにとどまる。
河口駅は富士河口湖町河口に所在していたと推定されているが、河口湖北岸の大石に比定する説もある。
2013年には富士河口湖町河口に所在する鯉ノ水遺跡の発掘調査において、甲斐路に関わると考えられている道路状遺構が確認された。鯉ノ水遺跡は河口湖東岸に位置し、旧鎌倉街道直下において道路遺構が確認された。道幅は最大3.7メートルで、東海道の道路幅12メートルの半分程度にあたる。路面は版築工法により固められている。

## 中世の甲斐路

### 甲斐・鎌倉間の「鎌倉街道」
中世には鎌倉（神奈川県鎌倉市）へ至る諸街道・宿駅が整備され、鎌倉へ向かう諸道は「鎌倉街道」と呼ばれた。甲斐国においては古代官道としての甲斐路が鎌倉へ向かう「鎌倉街道」として機能した。「鎌倉街道」の呼称は江戸時代以降の通称で、中世の呼称は不明であるが、「大道」と呼ばれていた可能性が考えられている。
諸国の「鎌倉街道」の整備に伴い、甲斐・鎌倉間の「鎌倉街道」も整備が行われた可能性が考えられており、笛吹市御坂町上黒駒には「新宿」の地名が残されている。
平安時代後期には甲斐源氏の一族が甲府盆地各地へ進出する。甲斐源氏の一族は治承・寿永の乱において活躍し、源頼朝の鎌倉幕府にも参画する。これにより甲斐国の政治的中心地も後期国府が所在していた笛吹市御坂町国衙から、甲斐国の守護職に補任された甲斐源氏の守護所所在地に移行する。甲斐の守護所所在地は不明であるが、武田信光が本拠とした石和御厨（笛吹市石和町）付近が候補地となっている。同地は笛吹市御坂町国衙の延長線上に位置するため、中世の「鎌倉街道」は古代の甲斐路から大きな道筋の変更はなかったと考えられえている。
承久3年（1221年）の承久の乱では甲斐源氏の一族も参戦しているが、『吾妻鏡』承久3年7月12日条によれば、同年7月12日に武田信光が捕虜となった藤原光親を鎌倉まで連行し、「鎌倉街道」の道中の籠坂峠にあたる「加吉坂」において処刑している。

### 鎌倉新仏教と「鎌倉街道」

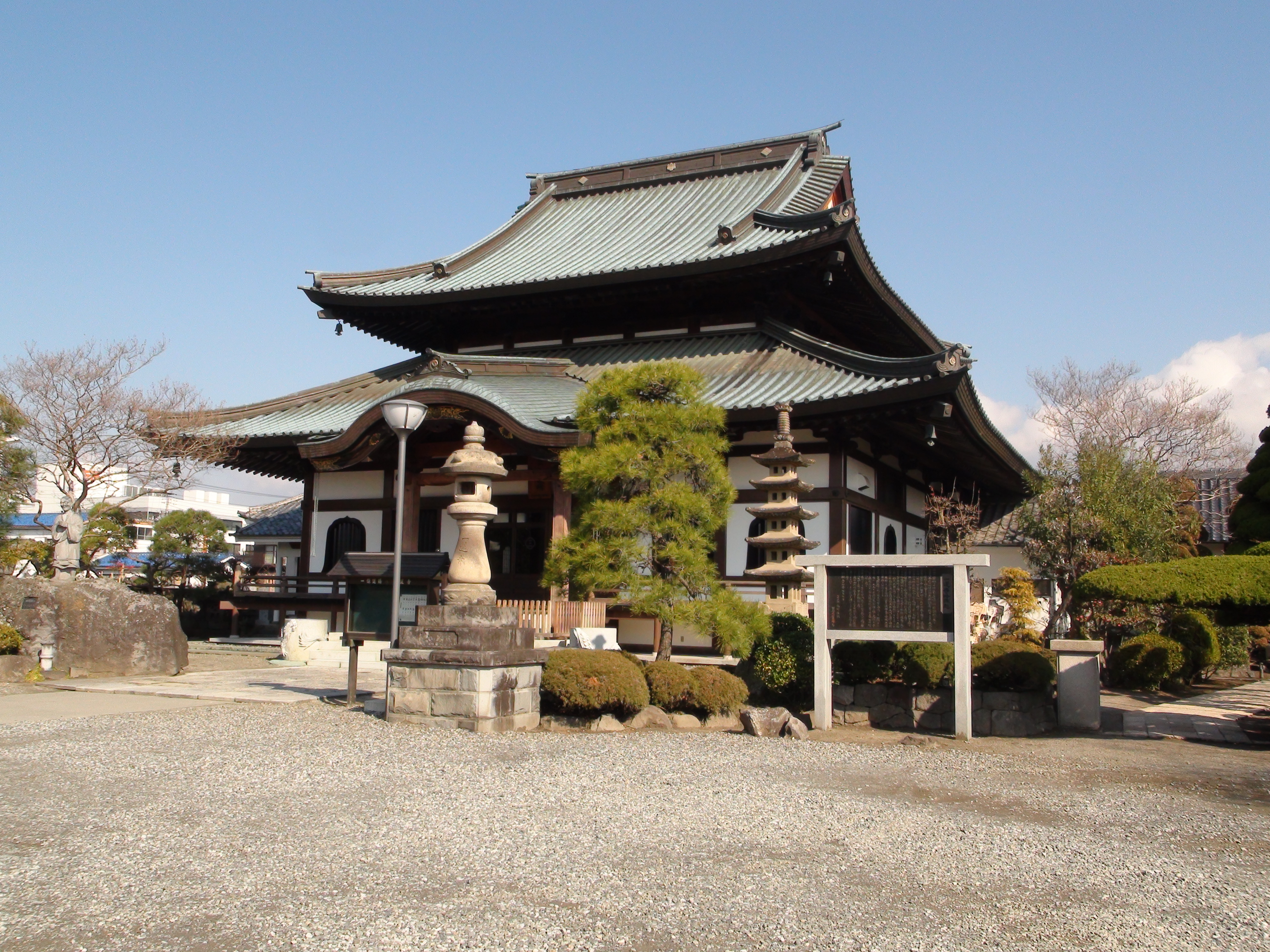
一蓮寺

鎌倉時代の仏教界では鎌倉新仏教と呼ばれる新宗派が興隆し、甲斐国へも流入した。文永11年（1274年）には一遍が時宗を創始し、一遍の弟子である他阿真教は永仁2年（1294年）に信濃国佐久郡伴野に滞在し、翌年には甲斐へ入国し一年にわたり甲斐を遊化する。真教が遊化したルート上には北杜市須玉町若神子の長泉寺、甲府市太田町の一蓮寺、笛吹市御坂町成田の九品寺、笛吹市御坂町上黒駒の称願寺など時宗寺院が分布している。
真教が甲府から笛吹市御坂町へ向かうルートは鎌倉街道の道筋にあたり、真教はさらに御坂峠を越えて富士吉田市上吉田に至り、同地に西念寺を創建する。甲府では甲斐源氏の一族である板垣兼信の子孫とされる板垣入道から帰依を受け、板垣入道は真教を神坂峠を越えて河口（富士河口湖町河口）まで送り、真教は同地で板垣と別れると同年末に相模国へ向かった。
弘安5年（1282年）には、身延町の身延山久遠寺に滞在していた日蓮が常陸国で湯治を行うために同年9月8日に身延を出立し、鎌倉街道を通過して相模国・武蔵国へ至るが、10月8日に池上宗仲館において死去している。

### 中世後期の鎌倉街道
元弘3年/正慶2年（1333年）の鎌倉幕府滅亡後、甲斐国は鎌倉府の管轄となったため、引き続き鎌倉街道は利用された。永享10年（1438年）の永享の乱で鎌倉府が滅亡すると甲斐と鎌倉の関係は薄まるが、戦国時代には甲斐守護・武田氏と相模国の後北条氏との抗争において、甲斐と伊豆・駿河東部を結ぶ軍道として利用された。
『勝山記』によれば、明応4年（1495年）8月には伊勢宗瑞（北条早雲）が伊豆国から鎌倉街道を甲斐へ侵入し、「カコ山」（籠坂・鎌山）に陣を張った。同じく『勝山記』によれば、文亀元年（1501年）9月18日にも宗瑞は再び伊豆から鎌倉街道を侵攻し、吉田山城・小倉山（富士吉田市）に陣を構えた。さらに『勝山記』によれば、大永6年（1526年）7月晦日には甲斐守護・武田信虎が籠坂峠の南に位置する梨木平まで侵攻し、北条氏綱と交戦している。
武田信玄の時代には伝馬制が整備され、黒駒・河口・船津には関所が設けられ、関銭を徴収した。弘治3年（1557年）11月19日に、武田信玄は冨士御室浅間神社（富士河口湖町勝山）において、北条氏政に嫁いだ娘・黄梅院の安産祈願のため船津関の廃止を、さらに永禄9年（1566年）には黒駒関の廃止を行っている。また、戦国期には富士信仰の興隆に伴い参詣者が往来する道となり、吉田や河口には御師町が形成された。
天正10年（1582年）6月の天正壬午の乱においては三河国の徳川家康・相模国の後北条氏が甲斐衆に対する調略を行い、多くの甲斐衆が家康に帰属するなか秩父往還（雁坂口）の大村党など北条氏に味方する勢力も現れた。鎌倉街道に近い笛吹市一宮町橋立の甲斐奈神社（橋立明神）は筑前原塁を有する城砦としての性格も有した神社で、社家衆の大井摂元は北条方に見方した。北条氏はさらに御坂峠に御坂城を築城して勢力を強め、徳川方はこれに対して大村党や橋立明神の社家衆を滅ぼした。その後、北条氏は信濃佐久郡から現在の北杜市域に進出して徳川方と布陣し対峙するが、その最中の8月12日には笛吹市御坂町上黒駒・下黒駒で発生した黒駒合戦で敗退している。同年10月12日には徳川・北条間で和睦が成立し、北条氏は御坂城からも撤兵した。

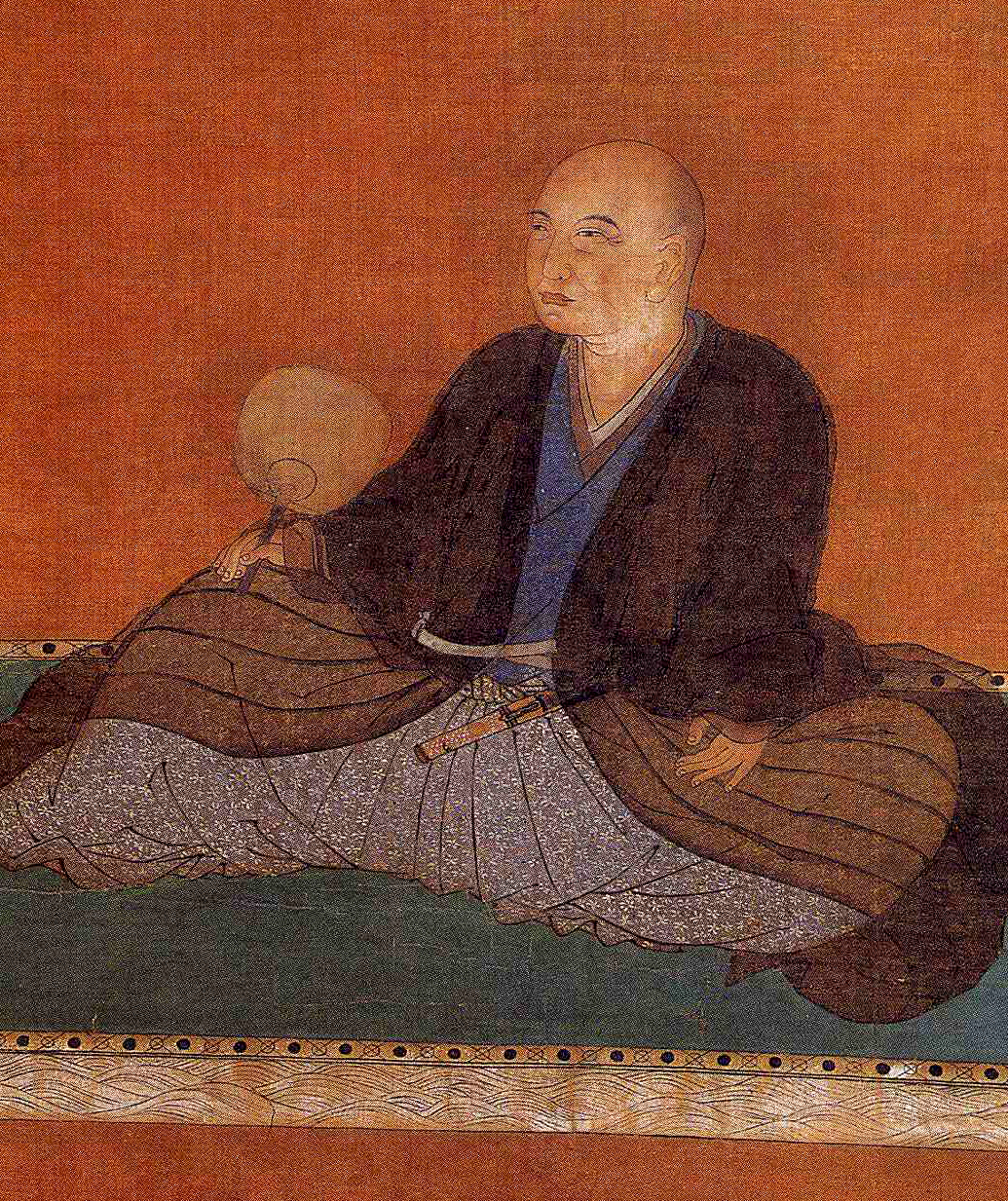
細川幽斎

天正18年（1590年）には小田原合戦において細川幽斎が帰路に「甲州どをり」を利用しており、甲斐路にあたると考えられている。

## 黒駒関
黒駒関は八代郡黒駒（笛吹市御坂町黒駒）に位置する関所。御坂峠を越え国中地方と郡内の境界に位置する関所で、富士信仰の高まりとともに富士山に向かう旅人から通行料などを徴収したと考えられている。戦国時代には武田信玄がここの関銭10貫文を富士山中宮浅間社の修繕のために寄進している。『真下家所蔵文書』によれば、天文17年（1548年）4月には武田家の足軽大将・山本菅助（勘助）が関銭100貫を宛行われている。
江戸時代には関所自体は廃止されたものの、代わりとして口留番所が設けられ、通行人の監視などが行われていた。